# Neurální trubice

Vznik neurální trubice a lišty schematicky

Neurální trubice (též nervová trubice) je dutá trubice vznikající v embryonálním vývoji strunatců, která představuje základ pro budoucí centrální nervovou soustavu (především míchu). Vznik neurální trubice je nazýván neurulace – zjednodušeně řečeno dojde k vchlípení části ektodermu. Je však řízen množstvím genů a proteinů, z nichž má velký význam tzv. homeobox.

## Neurulace u člověka
Celý proces je poměrně bohatý na nejrůznější pojmy, bez nichž se nelze obejít. Embryonální stadium, v němž vzniká neurální trubice, se nazývá neurula – vlastně je to však pozdní gastrula. Spouštěčem vzniku neurální trubice je vznik struny hřbetní (chorda dorsalis). V této souvislosti se říká, že dochází k neurální indukci. Ektoderm ležící nad chordou začne díky tomu tloustnout a formuje se nejprve tzv. neurální ploténka, jejíž tkáň se označuje jako neuroektoderm. Tím začíná celý proces neurulace. Jsou poměrně dobře známy i molekulární principy tohoto jevu: chorda vylučuje různé signální proteiny, v hlavové části to je noggin, chordin a folistatin (všechny inaktivují protein BMP-4), v oblasti zadního mozku a míchy hrají podobnou roli WNT-3a a FGF.
Následně se buňky nervové ploténky vchlipují, okraje ektodermu nad ním („neurální valy“) se začnou vzájemně přibližovat a nakonec splývají, čímž vzniká pod ektodermem dutá neurální trubice. Neurulace probíhá poněkud odlišně v hlavové části, ve zbytku těla totiž hraje velkou roli tzv. kaudální morfogenetický systém. Proces neurulace je poté víceméně u konce, vzniklá nervová trubice má uvnitř tzv. nervový kanálek.
V pozdějších fázích vývoje embrya však dojde k velkým tvarovým změnám nervové trubice, při nichž vznikají komplikovanější struktury, jako je mícha nebo mozek. S procesem neurulace souvisí také vznik neurální lišty, což je populace buněk, které vzniknou po odškrcení nervové trubice od zbylého ektodermu. Buňky neurální lišty mají schopnost migrace a dávají vznik důležitým tkáním v těle obratlovců.